# Hokuyō Denki
Hokuyō Denki K.K. (jap. 北陽電機株式会社, Hokuyō denki kabushiki kaisha, engl. Hokuyo Automatic Co., Ltd.) ist ein japanischer Hersteller von Automatisierungstechnik und Sensortechnik, vornehmlich optische Sensorik. Bekannt ist Hokuyo vor allem für die Entwicklung der ersten Laserscanner für den Massenmarkt. Sitz des Unternehmens ist Osaka.
Produkte von Hokuyo sind automatische Türsysteme, Bildsensoren und Lasersensorik, Hinderniserkennung und Einparkhilfen.